# Distrito electoral de Centerville (condado de Lancaster, Nebraska)
Centerville (en inglés: Centerville Precinct) es un distrito electoral ubicado en el condado de Lancaster en el estado estadounidense de Nebraska. En el Censo de 2010 tenía una población de 1051 habitantes y una densidad poblacional de 11,32 personas por km².

## Geografía
Centerville se encuentra ubicado en las coordenadas 40°38′50″N 96°45′3″O / 40.64722, -96.75083. Según la Oficina del Censo de los Estados Unidos, Centerville tiene una superficie total de 92.84 km², de la cual 91.88 km² corresponden a tierra firme y (1.03%) 0.95 km² es agua.

## Demografía
Según el censo de 2010, había 1051 personas residiendo en Centerville. La densidad de población era de 11,32 hab./km². De los 1051 habitantes, Centerville estaba compuesto por el 96.48% blancos, el 1.14% eran afroamericanos, el 0.38% eran amerindios, el 0.29% eran asiáticos, el 1.24% eran de otras razas y el 0.48% pertenecían a dos o más razas. Del total de la población el 3.33% eran hispanos o latinos de cualquier raza.